# Owen Torrey
Owen Cates Torrey junior (* 31. Oktober 1925 in New York City; † 13. Februar 2001 in Norwalk) war ein US-amerikanischer Segler.

## Erfolge
Owen Torrey, der Mitglied im Noroton YC war, nahm an den Olympischen Spielen 1948 in London mit Lockwood Pirie in der Bootsklasse Swallow teil und gewann in dieser die Bronzemedaille. Mit 4352 Punkten wurden sie mit ihrer Yacht Margaret hinter den Briten David Bond und Stewart Morris sowie dem portugiesischen Brüderpaar Duarte Manuel und Fernando Bello Dritter. Im Starboot sicherte sich Torrey bei Weltmeisterschaften 1949 in Chicago ebenfalls die Bronzemedaille. Zweimal segelte er um den America’s Cup.
Torrey trat 1943 der US Army bei und wurde 1944 in den aktiven Dienst berufen. Er kämpfte während des Zweiten Weltkriegs in den Ardennen und im Rheinland und wurde nach einer Verwundung 1945 wieder aus dem Dienst entlassen. Zurück in den Staaten schloss er zunächst 1947 ein Studium in Harvard sowie vier Jahre darauf an der Columbia Law School ab. Neun Jahre lang betätigte er sich in New York als Rechtsanwalt für Seerecht, ehe er ein eigenes Unternehmen gründete, das Segel herstellte. Torrey verkaufte das profitable Geschäft an Charles Ulmer, Inc., blieb aber im Unternehmen als Vizepräsident und Designer. Er war zweimal verheiratet und hatte vier Kinder.